# Loeblaltica
Loeblaltica là một chi bọ cánh cứng trong họ Chrysomelidae.
Chi này được miêu tả khoa học năm 1989 bởi Scherer.

## Các loài
Chi này gồm các loài:
- Loeblaltica decorata Scherer, 1989